# Oxazină

Cei 8 izomeri posibili ai oxazinei

Oxazinele sunt compuși organici heterociclici care conțin un atom de oxigen și un atom de azot într-un nucleu de tip ciclohexa-1,4-dienă (un nucleu hexaatomic dublu nesaturat). Există izomeri în funcție de poziția relativă a heteroatomilor și de poziția relativă a legăturilor duble. Prin extensie, derivații oxazinelor sunt, de asemenea, denumiți oxazine; printre exemple se numără ifosfamida și morfolina (tetrahidro-1,4-oxazină).